# Žralok velrybář
Žralok velrybář (Carcharhinus obscurus) je žralok z čeledi modrounovitých žijící v oblastech tropického a subtropického pásu po celém světě. V rámci své čeledi patří k největším žralokům. V průměru dorůstá délky 3,2 metru a hmotnosti 170 kg, největší exemplář měřil 4,2 metru a vážil 347 kg. Je velmi vyhledáván komerčními i sportovními rybáři kvůli ploutvím, masu, játrům, kůži a zubům. Proto a také kvůli jeho pomalé reprodukci ho Mezinárodní svaz ochrany přírody zařadil mezi ohrožené druhy.

## Potrava
Dospělí žraloci velrybáři se živí širokou škálou potravy, např. rybami, žraloky, rejnoky a hlavonožci, ale příležitostně i korýši, mořskými hvězdicemi, mechovkami, mořskými želvami, mořskými savci, mršinami a odpadky.

## Reprodukce
Tento živorodý druh má tříletý reprodukční cyklus; samicím se rodí 3–14 mladých po 22–24 měsíční březosti, po které následuje roční odpočinek, než se cyklus opakuje. Samice jsou schopné dlouhou dobu uchovávat spermie. Příležitostí k rozmnožování je totiž málo kvůli jejich kočovnému způsobu života a celkovému nízkému počtu. Žraloci velrybáři jsou jedni z nejpomaleji rostoucích a nejpozději dospívajících žraloků a dosahují pohlavní zralosti až okolo 20. roku života.

## Taxonomie
Francouzský přírodovědec Charles Alexandre Lesueur publikoval první vědecký popis žraloka velrybáře v roce 1818. Zařadil ho do rodu Squalus a dal mu druhové jméno obscurus (z latiny "tmavý"), podle jeho zbarvení. Další přírodovědci později zařadili tento druh do rodu Carcharhinus. Lesueur neoznačil holotyp, ačkoliv pravděpodobně pracoval se žralokem chyceným v severoamerických vodách.